# Лоано
Лоано (итал. Loano) је насеље у Италији у округу Савона, региону Лигурија.
Према процени из 2011. у насељу је живело 11014 становника. Насеље се налази на надморској висини од 13 м.

## Становништво
Према резултатима пописа становништва 2011. у општини је живело 11.563 становника.
| 1936. | 1951. | 1961. | 1971.  | 1981.  | 1991.  | 2001.  | 2011.  |
| ----- | ----- | ----- | ------ | ------ | ------ | ------ | ------ |
| 5.070 | 6.028 | 9.166 | 12.614 | 12.237 | 11.216 | 10.567 | 11.563 |

## Партнерски градови
- Франшвил